# Карпинский, Александр Петрович
Алекса́ндр Петро́вич Карпи́нский (26 декабря 1846  [7 января 1847], Турьинские рудники, Пермская губерния — 15 июля 1936, Удельная, Московская область) — русский и советский геолог, один из основоположников российской научной школы геологии, палеонтолог и горный инженер. Один из организаторов (в 1882) и директор (1885—1903) Геологического комитета, тайный советник (1898). Академик Петербургской академии наук (1886), первый выборный президент Российской академии наук — Академии наук СССР (с 1917), директор Минералогического общества (с 1899).

## Биография
Родился 26 декабря 1846 года (7 января 1847 года) в Турьинских рудниках Пермской губернии; сын горного инженера, директора Екатеринбургских заводов Петра Михайловича Карпинского (1808—1856) и его жены Марии Фердинандовны (урождённой Грасгоф), внучки горного инженера П. В. Аносова (1766—1809).
В 1857—1866 годах учился в Санкт-Петербурге в Корпусе горных инженеров, окончил его с золотой медалью в чине поручика. По окончании Корпуса два года проработал на Урале.
В 1868 году был вызван в Санкт-Петербург для преподавательской работы в Горном институте. В 1869 году защитил диссертацию на звание адъюнкта по кафедре геологии, а в 1877 году избран профессором кафедры геологии, геогнозии и рудных месторождений Горного института, где читал лекции по исторической геологии, петрографии и рудным месторождениям до 1896 года.
В 1894 году ему было присвоено почётное звание заслуженного профессора Горного института.
В 1899 году впервые описал ископаемую рыбу геликоприон. Опубликовал работы по палеонтологии, стратиграфии и тектонике, петрографии, геологии и полезным ископаемым Урала.
В 1886 году избран в Императорскую Санкт-Петербургскую академию наук (адъюнкт по геологии (с 7 февраля 1886), экстраординарный академик (с 4 марта 1889), ординарный академик (с 17 апреля 1896), с 1916 года — исполняющий обязанности вице-президента Академии наук).
15 (28) мая 1917 года на Общем собрании РАН был почти единогласно (сам проголосовал против) избран президентом Академии на пятилетний срок. Это были первые в Академии наук выборы президента, в дальнейшем Карпинский ещё дважды переизбирался на новый срок.
В 1927 году отмечалось 80-летие со дня его рождения.
Cкончался в 1:50 ночи 15 июля 1936 года в Удельной, близ Москвы. В похоронах участвовали руководители СССР и лично И. В. Сталин. Урна с прахом А. П. Карпинского покоится в центре Москвы в Кремлёвской стене. Академик Карпинский — старейший (по дате рождения) из погребённых на Красной площади.

## Вклад в науку

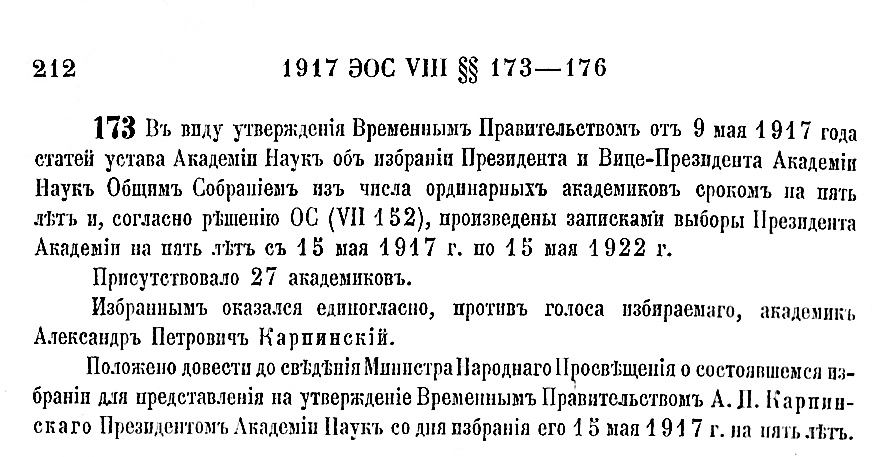
Президент РАН, 1917

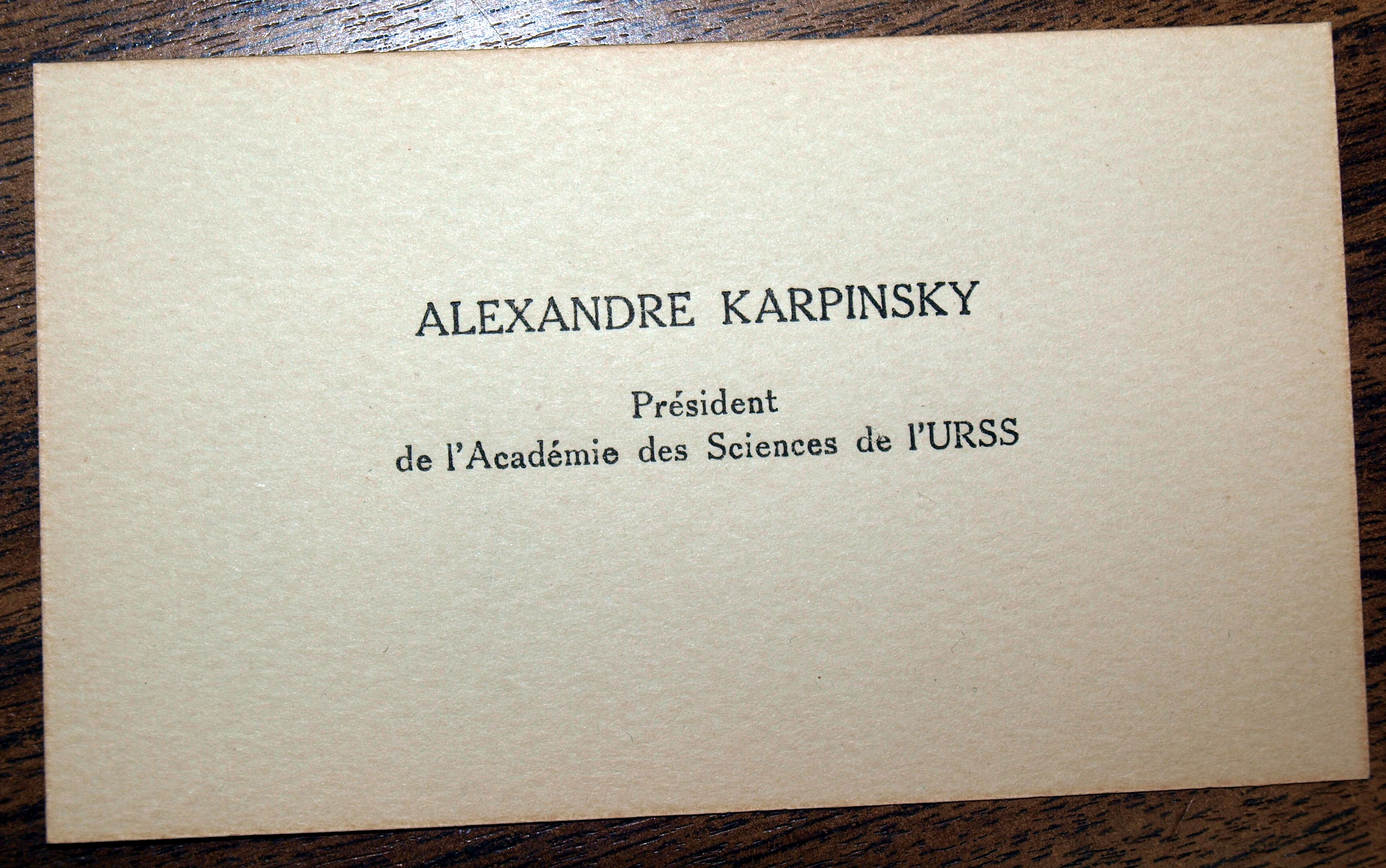
Визитная карточка А. П. Карпинского.
(Из собрания Геологического института РАН)

Факт делимости земной коры континентов на геосинклинали и платформы установил в 1875 году Э. Зюсс. А первым, кто всерьёз стал изучать строение и развитие конкретной платформы, стал А. П. Карпинский. Ряд своих работ он посвятил Восточно-Европейской (Русской) платформе. Эти труды стали фундаментом «учения о платформах».
В 1880 году установил ярусное строение платформ: кристаллический фундамент и маломощный слабо дислоцированный осадочный чехол. В 1882 г. выявил ещё одну важнейшую эмпирическую закономерность. В пределах тела платформы Карпинский обнаружил полосу интенсивно дислоцированных пород.
27 ноября 1882 году на заседании Петербургского общества естествоиспытателей сделал доклад «Об образовании горных кряжей», в котором впервые поделился с коллегами своими наблюдениями в южной части Европейской России: там «местности, в которых породы имеют нарушенное пластование, располагаются с известной правильностью». Такую правильность он объяснил общей причиной — «кряжеобразовательной силой».
Полосу пород с «нарушенным пластованием» Карпинский назвал «кряжевой полосой» и протянул её от Келецко-Сандомирского кряжа до Мангышлакского Каратау (горы Мангыстау). С подачи Зюсса, эта полоса вошла в историю науки как «Линия Карпинского».
На торжественном публичном заседании Академии наук 29 декабря 1886 года выступил с речью «О физико-географических условиях Европейской России в минувшие геологические периоды». Здесь Карпинский впервые применил эволюционную теорию для воссоздания изменения геологических условий, построив целую серию палеогеографических карт. Карпинский полагал, что геология уже подошла к тому рубежу, когда от накопления (порой бессистемного) фактического материала надо приступать к его обобщению, к построению на его основе схем эволюции земной коры.
Карпинскому удалось доказать следующее. Восточно-Европейская платформа имеет двухъярусное строение; на юге прослеживается «кряжевая полоса»; существует определённая связь процессов, протекающих на платформе и в смежных геосинклинальных областях.

В 1894 году в статье «Общий характер колебаний земной коры в пределах Европейской России» Карпинский дал тектоническое обоснование выявленным им ранее закономерностям. Сменой морских и континентальных условий в пределах Европейской России управляли медленные колебательные движения земной коры, а интенсивное развитие трансгрессий или, напротив, регрессий диктовалось синхронной реакцией на эти тектонические процессы окружающих платформу геосинклиналей, в частности Уральской и Кавказской. 
Понижения земной коры, вызывающие такое распределение бассейнов в широтном направлении, обнимают среднюю и южную части Европейской России, меридиональные понижения располагаются в её восточной части.
 — писал Карпинский.
В 1908 году — после смерти академика Ф. Б. Шмидта — был назначен председателем Комиссии по снаряжению Русской полярной экспедиции и добился благополучного завершения затянувшегося процесса награждения золотыми медалями «За усердие» четырёх мезенских поморов-участников Спасательной экспедиции А. В. Колчака 1903 года.

## Семья
Братья — Михаил (1843—1920), Алексей (1844—1920), Пётр (1850—1855).
Сестра — Мария (1841—1923), жена металлурга В. И. Редикорцева, мать энтомолога Владимира Редикорцева.
Жена (с 1873 по 1918) — Александра Павловна (1855 — 15 июля 1918), дочь академика Императорской академии художеств П. Л. Брусницына, внучка горняка.
Дети:
- Евгения Толмачёва-Карпинская (1874—1963), окончила Петербургский женский педагогический институт и Мюнхенский университет, знала 16 языков, была замужем за горным инженером И. П. Толмачёвым[13]; референт отца, в Комиссии по увековечению памяти А. П. Карпинского[14];
- Татьяна (1876—1942), окончила Академию художеств, работала учительницей рисования в ремесленном училище. Умерла от голода в блокадном Ленинграде[15];
- Николай (1879—1884), родился и похоронен в Екатеринбурге;
- Мария (1881—1943), окончила Бестужевские женские курсы. Вышла замуж за художника Николая Николаевича Беккера[16], после революции эмигрировала и вскоре развелась с мужем, жила и умерла в Париже;
- Александра (в замужестве Нехорошева) (1886—1942), окончила Петербургскую консерваторию. Умерла от голода в блокадном Ленинграде[17].

## Награды и премии
Государственные награды:
- орден Святого Станислава 2-й степени (1876)[18]
- орден Святой Анны 2-й степени (1882)[18]
- орден Святого Владимира 3-й степени (1886)[18]
- Высочайшее благоволение (1892)[19]
- орден Святого Станислава 1-й степени (1894)[19]
- орден Святой Анны 1-й степени (1901)[19]
- орден Святого Владимира 2-й степени (1904)[19]
- орден Белого орла (1907)[19]
- орден Святого Александра Невского (1916)[20]
- знак отличия беспорочной службы за XL лет[19]
- медаль «В память царствования императора Александра III» (1896)[19]
- медаль «В память 300-летия царствования дома Романовых» (1913)[19]
- орден Короны 2-й степени со звездой (Пруссия, 1899)[19]
- орден Священного сокровища 1-й степени (Япония, 1900)[19]
- орден Короны Румынии, командорский крест (Румыния, 1900)[19]
- орден Полярной звезды, командорский крест (Швеция, 1903)[19]

Научные награды:
- Константиновская медаль (1892)[21]
- премия имени Ф. В. Гайдена в области геологии (1897)
- медаль Волластона (1916)
- премия Французской академии наук имени Ж. Кювье (1922)[22]

## Членство в организациях и обществах

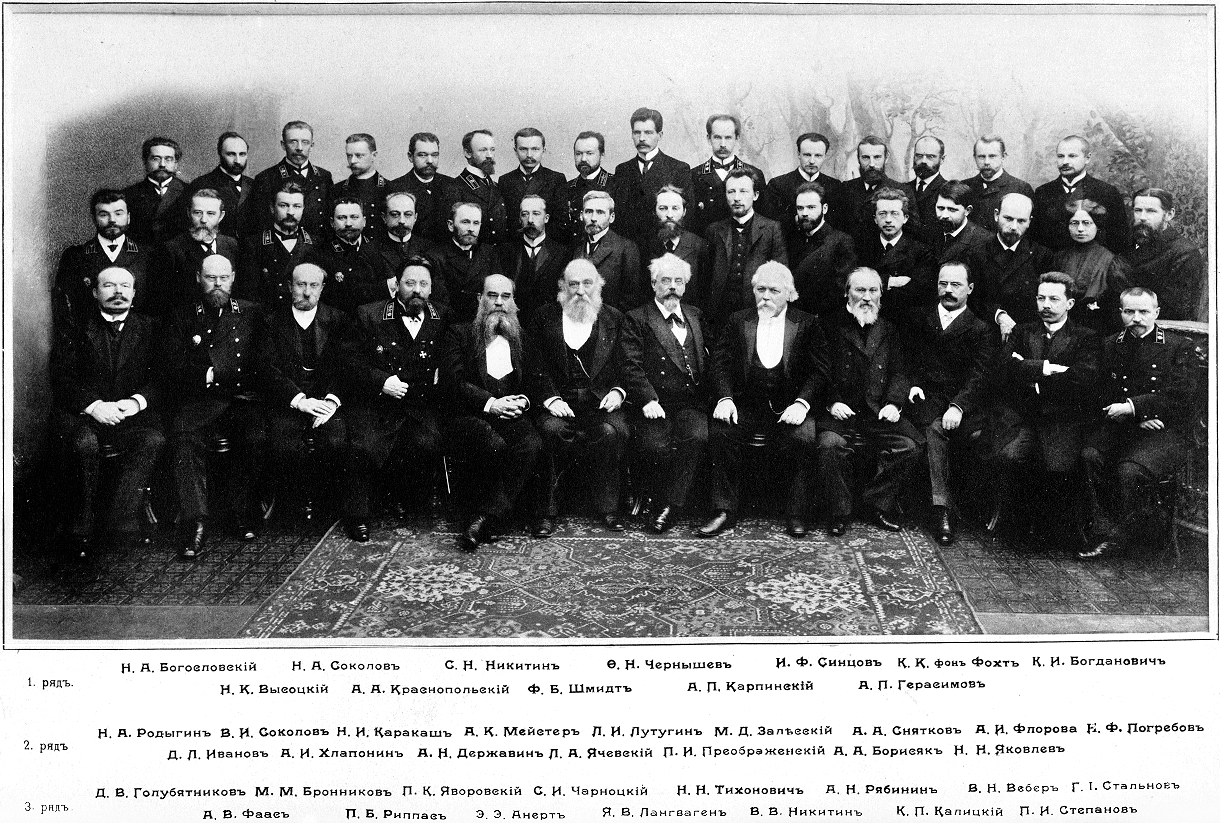
Геологический комитет, 1907

- Президент Минералогического общества (1899—1936)[5][23].
- Геологический комитет, директор (1885—1903)
- Русское палеонтологическое общество, почётный член (с 1916)
- Почётный член Гидрологического комитета при Государственном управлении землеустройства и земледелия.
- Член Горного учёного комитета.
- Член-корреспондент Академии естественных наук в Филадельфии (1897)
- Член-корреспондент Академии наук в Вене (1897)
- Почётный член Болонской академии наук (1898)
- Иностранный член Национальной академии в Риме (1898)
- Иностранный член Бельгийской академии (1898)
- Член-корреспондент Баварской академии наук в Мюнхене (1899)
- Почётный член Академии наук, литературы и искусства в Ачиреале, Сицилия (1903)
- Член АН Украинской ССР (1925)
- Член АН Белорусской ССР (1928)[24]

## Адреса в Санкт-Петербурге и Ленинграде
Основные адреса места работы и проживания А. П. Карпинского:
- 1858—1896 — Горный институт, Николаевская набережная, 45.
- 1899 — доходный дом, 2-я линия Васильевского острова, 7.
- 1899—1903 — Дом академиков, Николаевская набережная, 1, кв. 9 (совр. адрес: 7-я линия Васильевского острова, 2/1, лит. А).
- 1903—1916 — Дом академиков, Николаевская набережная, 1, кв. 2 (совр. адрес: 7-я линия Васильевского острова, 2/1, лит. А).
- 1916—1935 — Дом академиков, Николаевская набережная, 1, кв. 3 (7-я линия Васильевского острова, 2/1, лит. А)[25][26].

## Память

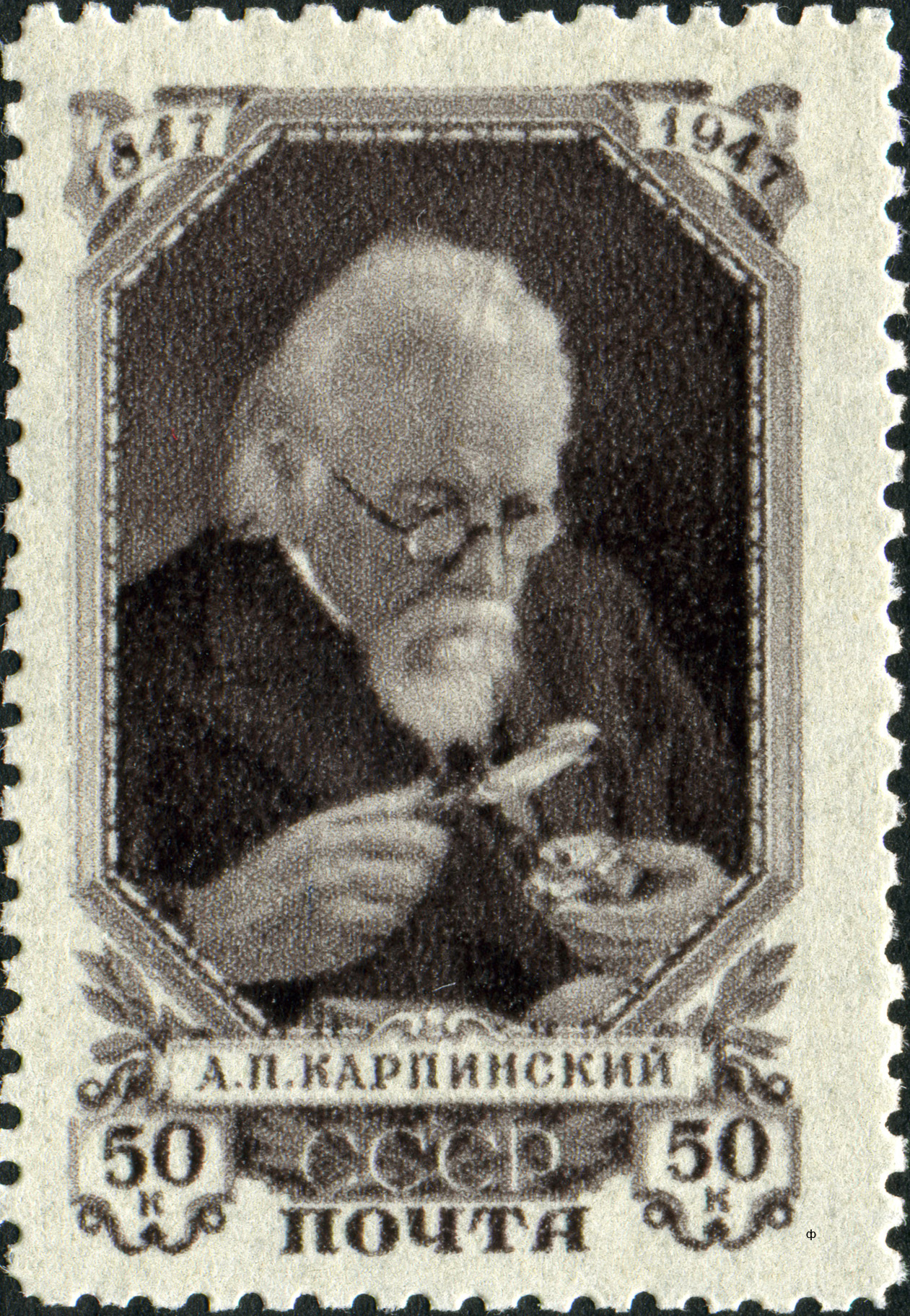
Почтовая марка, 1947

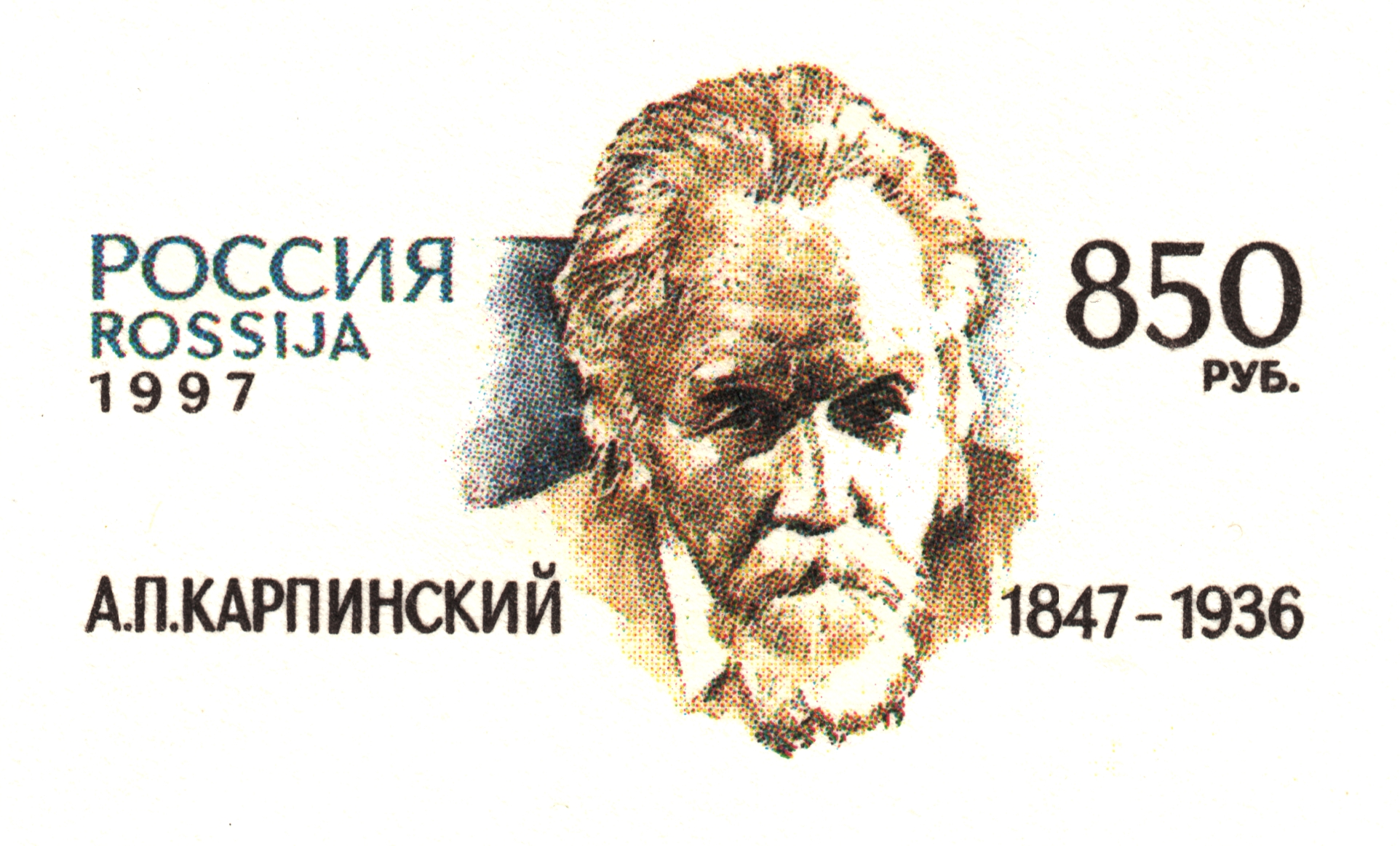
Почтовая марка, 1996

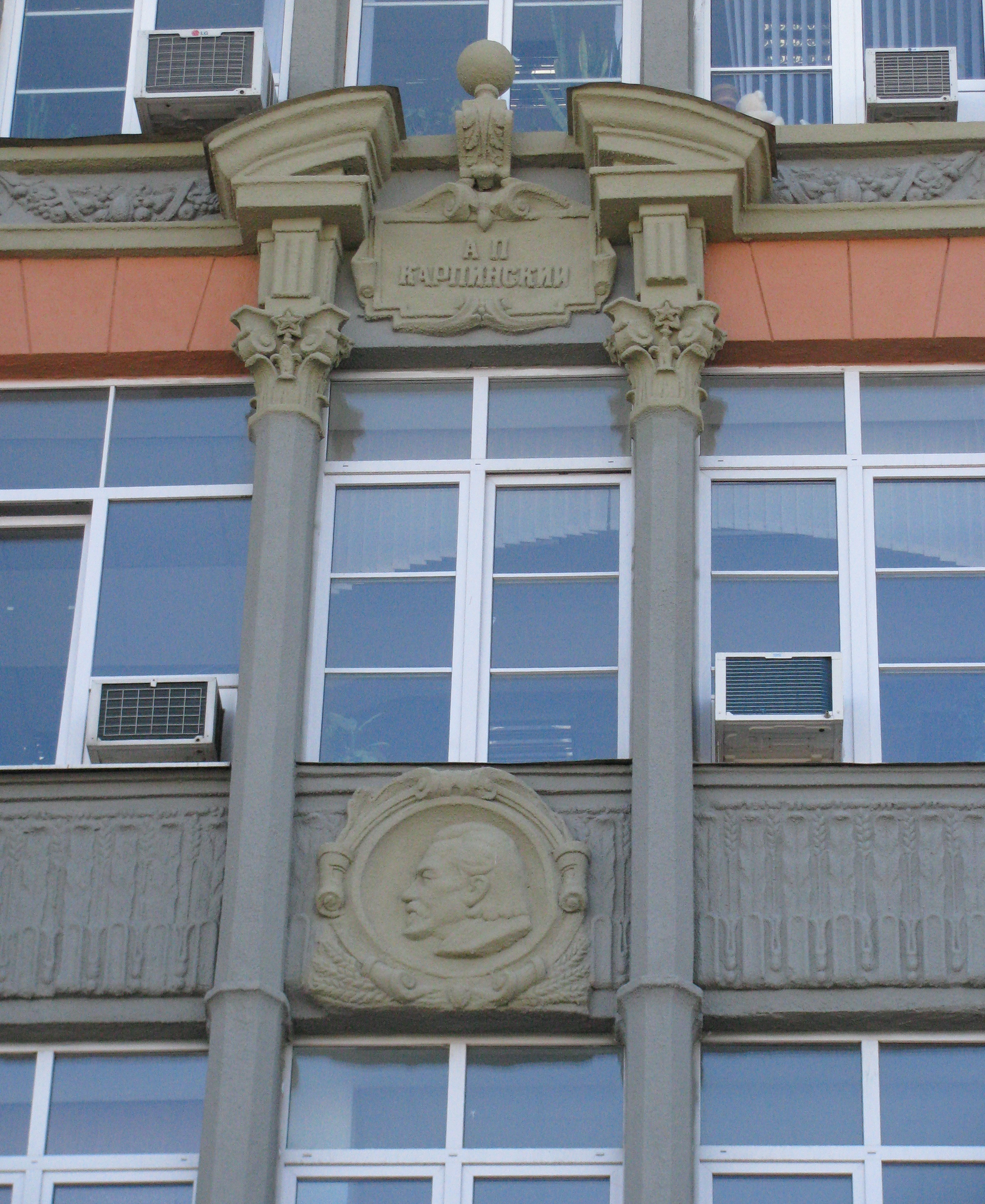
Барельеф Карпинского на здании администрации Екатеринбурга, 1949

На фасаде Дома академиков в Санкт-Петербурге установлена мемориальная доска в память об учёном.
Премии и награды имени А. П. Карпинского:
- С 1947 — Премия имени А. П. Карпинского АН СССР, за выдающиеся научные работы по геологии, палеонтолонии, петрографии и полезным ископаемым[27].
- С 1947 — Золотая медаль имени А. П. Карпинского от АН СССР, за совокупность выдающихся трудов в области геологии. Награждались отечественные и зарубежные учёные (настольная медаль в футляре)[28].
- С 1977 — Премия имени Карпинского германского фонда А. Тепфера, для советских и российских учёных (до 1996 года).
- Премия имени А. П. Карпинского — Правительства Санкт-Петербурга, за выдающиеся научные результаты в области науки и техники: в номинации геологические, геофизические науки и горное дело.

Названы именем А. П. Карпинского:

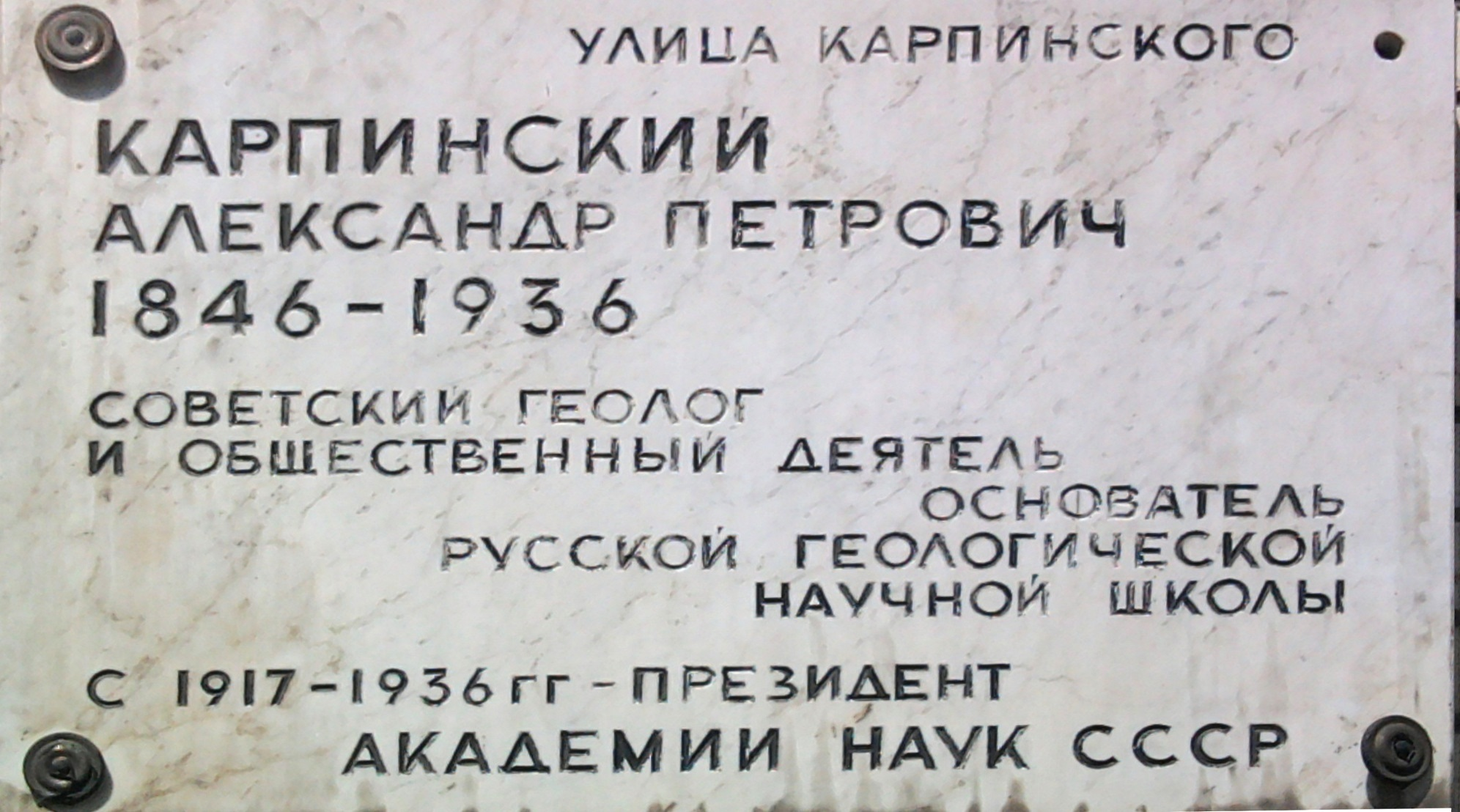
Улица Карпинского (Санкт-Петербург)

- Город Карпинск (ранее Богословск) в Свердловской области.
- Улица Карпинского во многих городах и посёлках. В частности, в городе Соледар, установлен памятник А. П. Карпинскому, на улице названной в честь него (им был поддержан геологический поиск скважинным бурением залежей каменной соли в Бахмутской формации Донецкого кряжа)[29].
- Научно-исследовательское судно «Академик Александр Карпинский»
- Всероссийский научно-исследовательский геологический институт им. А. П. Карпинского (ВСЕГЕИ) Министерства природных ресурсов (МПР) Российской Федерации и Российской Академии наук (РАН) в Санкт-Петербурге.
- Вулкан Карпинского и хребет Карпинского на острове Парамушир (Курильские острова)
- Кратер на обратной стороне Луны.
- Гора Карпинского на Приполярном Урале (Исследовательский хребет).
- Гора Карпинского на острове Октябрьской Революции (Северная Земля).
- Бухта Карпинского на острове Русский, Приморский край
- Гора Карпинского в составе Русских гор в Антарктиде[30].
- Тропа Карпинского в городе Каменске-Уральском[31].
- Семейство ископаемых плеченогих из класса Rhynchonellata — Karpinskiidae.
- Вид ископаемых харовых водорослей из рода Сицидиум — Sycidium karpinskyi.
- Вид крупных ископаемых рептилий из семейства парейазавров, открытый В. П. Амалицким — скутозавр,Scutosaurus karpinskii.
- Кимберлитовые трубки им. Карпинского-1 и им. Карпинского-2 на алмазном месторождении имени Ломоносова в Архангельской области.
- Геологический музей имени А. П. Карпинского АН СССР в Москве в 1936—1943 годах[32].
- Минерал карпинскит (karpinskite)[33].

Юбилейные мероприятия:
- 1947 (100-летие) — Празднование в АН СССР.
- 1972 (125-летие) — Празднование в АН СССР.
- 1996 (150-летие) — Празднование в РАН[34].
- 2021 (175-летие) — XLII Международная годичная научная конференция «Наука и техника в годы бурь и потрясений (к юбилеям А. П. Карпинского и Л. С. Берга)»: 25-29 октября 2021 года, Санкт-Петербург[35].